# Grivska
Grivska (izvirno srbsko Гривска) je naselje v Srbiji, ki upravno spada pod Občino Arilje; slednja pa je del Zlatiborskega upravnega okraja.

## Demografija
V naselju živi 310 polnoletnih prebivalcev, pri čemer je njihova povprečna starost 51,3 let (47,5 pri moških in 54,8 pri ženskah). Naselje ima 142 gospodinjstev, pri čemer je povprečno število članov na gospodinjstvo 2,51.
To naselje je, glede na rezultate popisa iz leta 2002, skoraj popolnoma srbsko.
|  |

| Demografija | Demografija     | Demografija     |
| Leto        | Št. prebivalcev | Št. prebivalcev |
| ----------- | --------------- | --------------- |
|             |                 |                 |
|             |                 |                 |
|             |                 |                 |
|             |                 |                 |
| 1948        | 959             |                 |
| 1953        | 924             |                 |
| 1961        | 820             |                 |
| 1971        | 681             |                 |
| 1981        | 573             |                 |
| 1991        | 454             | 454             |
| 2002        | 357             | 357             |
|             |                 |                 |

| Etnična sestava po popisu iz leta 2002 | Etnična sestava po popisu iz leta 2002 | Etnična sestava po popisu iz leta 2002 | Etnična sestava po popisu iz leta 2002 | Etnična sestava po popisu iz leta 2002 |
| -------------------------------------- | -------------------------------------- | -------------------------------------- | -------------------------------------- | -------------------------------------- |
| Srbi                                   | Srbi                                   |                                        | 354                                    | 99,15%                                 |
| Črnogorci                              | Črnogorci                              |                                        | 1                                      | 0,28%                                  |
| Hrvati                                 | Hrvati                                 |                                        | 1                                      | 0,28%                                  |
| Makedonci                              | Makedonci                              |                                        | 1                                      | 0,28%                                  |
| Neznano                                | Neznano                                |                                        | 0                                      | 0,0%                                   |